# Syndrom des zyklischen Erbrechens
Das Syndrom des zyklischen Erbrechens (englisch: cyclical vomiting syndrome (CVS)) ist eine Krankheit, die sich durch wiederkehrende Anfälle von Übelkeit, Erbrechen und schwerwiegend gestörtem Allgemeinbefinden auszeichnet. In der Regel beginnt das zyklische Erbrechen in der Kindheit im Alter von drei bis sieben Jahren. Obwohl es häufig im Erwachsenenalter verschwindet, kann es auch bis dorthin anhalten. Familiäres Vorhandensein von Migräne wurde in 67 bis 82 % der Fälle beobachtet.

## Beschwerdebild (Symptomatik)
Das Erbrechen erfolgt in kurzen Zeitabständen, sechs- bis zwölfmal pro Stunde am Höhepunkt des Anfalls, und kann wenige Stunden, aber auch bis zu zehn Tage und mehr andauern. Meistens dauert ein Anfall jedoch ein bis vier Tage. Die Anfälle ähneln einander in Verlauf und Dauer und enden spontan. Meist fühlt sich der Betroffene zwischen den Anfällen wohl.
Begleitende Symptome sind Übelkeit, Bauchschmerzen, Kopfschmerzen, Empfindlichkeit gegenüber Bewegungen, Lichtempfindlichkeit, Fieber, Blässe, Diarrhoe, Wasserverlust (Austrocknung), starker Speichelfluss, soziale Zurückgezogenheit.

## Diagnose
Die Diagnose CVS ist schwierig zu stellen, da Erbrechen von einer Vielzahl anderer bekannter Erkrankungen ausgelöst werden kann. Die Diagnose von CVS wird gewöhnlich durch Ausschlusskriterien erstellt. Gegenwärtig stehen keine diagnostischen Testverfahren, wie zum Beispiel Blut- oder Urintests, zur Verfügung. Eine Diagnose, oder besser gesagt eine Klassifizierung von CVS, kann mehrere Jahre dauern. Viele Betroffene müssen sich einer Vielzahl von Untersuchungen unterziehen und werden manchmal falsch diagnostiziert, bevor man ihren wahren Zustand erkennt.
Bei einer kleinen Untergruppe von Betroffenen wird angenommen, dass eine Mutation der mitochondrialen DNA verantwortlich ist.
Kriterien für das Syndrom des zyklischen Erbrechens sind
- wiederholte, schwere Anfälle des Erbrechens. Mindestens fünf Anfälle in einem Zeitintervall oder mindestens drei Anfälle innerhalb von sechs Monaten;
- episodische Anfälle von starker Übelkeit und Erbrechen, die zwischen einer Stunde und bis zu zehn Tagen andauern. Der Zeitabstand zwischen den Anfällen beträgt mindestens eine Woche;
- stereotyper Verlauf und stereotypische Symptome bei einem individuellen Patienten;
- Erbrechen während eines Anfalls mindestens viermal pro Stunde und mindestens eine Stunde anhaltend;
- Wohlbefinden zwischen den Anfällen;
- Ausschluss anderer Ursachen für das Erbrechen.

## Auslöser für CVS
Für viele Patienten gibt es keinen offensichtlichen Auslöser eines Anfalls, bei anderen können bestimmte Umstände zu Grunde liegen. Physischer Stress ist einer der häufigsten Auslöser. Leichte Viruserkrankungen, wie zum Beispiel Erkältung oder Grippe, Entzündungen im Hals- und Brustbereich, sowie leichte Verletzungen, die zu Schmerzen führen, können Auslöser sein, ebenso zu langes Fasten sowie Schlaflosigkeit.
Weniger häufig als Auslöser sind Anästhetika, Kälte oder Empfindlichkeit gegenüber bestimmten Nahrungsmitteln. Auch negativer Stress, hervorgerufen durch Angstzustände und familiäre Probleme, sowie die Angst zu erkranken, z. B. an Geburtstagen oder in den Ferien, können bei manchen Personen Auslöser sein. Bei einer Vielzahl von Betroffenen kann kein offensichtlicher Auslöser ausgemacht werden.

## Behandlung
Die Behandlung von CVS ist schwierig und es besteht kein eindeutiges Heilverfahren. Die Behandlung ist unterstützend. Während eines Anfalls ist die Bereitstellung einer dunklen, ruhigen Umgebung oft hilfreich. Die Verabreichung von intravenöser Flüssigkeit kann erforderlich sein, wobei eine frühzeitige Behandlung und Überwachung wichtig sind. Es wurden Behandlungen mit einer Reihe von anti-emetischen oder anderen Medikamenten angewandt, wobei jeder einzelne Patient eine Behandlung finden kann, die für ihn hilfreich ist, aber es besteht keine allgemeingültige Behandlungsmethode. Zwischen den Anfällen wurde eine Vielzahl von Behandlungen ausprobiert. Einige sind für bestimmte Personen gut wirksam und vermindern die Anzahl, Dauer und den Schweregrad der Episoden, aber das gleiche Medikament muss nicht bei anderen Personen hilfreich sein.

## Zyklisches Erbrechen bei Erwachsenen
Wie bei Kindern zeichnet sich zyklisches Erbrechen bei Erwachsenen durch mehrfache Episoden von Erbrechen aus, das mit Übelkeit, Erbrechen und Dehydratisieren verbunden ist. Das mittlere Alter des ersten Auftretens beträgt etwa 35 Jahre. Bei 58–71 % der erwachsenen Patienten ist es mit starken Bauchschmerzen verbunden.
Die 2006 von der Rome-Foundation vorgeschlagenen diagnostischen Kriterien sind (Rom III):
1. In Hinblick auf Beginn (akut) und Dauer (weniger als eine Woche) stereotyp verlaufendes Erbrechen
2. Drei oder mehr zeitlich klar voneinander getrennte Episoden im vergangenen Jahr
3. Abwesenheit von Übelkeit und Erbrechen zwischen den Anfällen

Alle drei Kriterien müssen erfüllt sein, damit die Diagnose gestellt werden kann. Eine positive Familienanamnese für Migräne unterstützt die Diagnose.
Mögliche prophylaktische Therapien beschreibt Namin.